# Saverio Fausto De Dominicis
 (avril 2024).
Saverio Fausto De Dominicis (né le 2 septembre 1845 à Buonalbergo, mort le 16 novembre 1930 à Milan) est un pédagogue italien.

## Biographie
Il est le fils de Vincenzo et Nicoletta Marinaro, originaires de la Principauté ultérieure. Il étudie au lycée Giannone de Bénévent et obtient son diplôme de philosophie en 1868 à l'École normale supérieure de Pise. Il enseigne ensuite la philosophie dans les lycées de Crémone, Venise, Bologne et Bari.
En 1881, il devient professeur extraordinaire de pédagogie à l'Université de Pavie, puis il enseigne également la philosophie morale de 1885 à 1904 et la philosophie de l'histoire de 1904 à 1909. En 1920, il prend sa retraite et est nommé professeur émérite avec les honneurs solennels décernés par le ministre de l'Éducation de l'époque, Benedetto Croce.
Il est directeur des revues Rivista di Pedagogia et Annata Pedagogica et auteur d'ouvrages et de publications scientifiques. En 1898, De Dominicis organise également le premier congrès de l'Association pédagogique des professeurs des écoles normales à Turin avec la très jeune Maria Montessori.
Il subit de sévères accusations de la part d'idéalistes qui, menés par Giovanni Gentile, accusent sa pensée de scientisme, de dogmatisme et de « matérialisme grossier et naïf ».
Son ouvrage Galilei e Kant o l'esperienza e la critica nella filosofia moderna, paru en 1874, est mis à l’Index librorum prohibitorum par décret le 11 décembre 1874.

## Pédagogie
Considéré comme un pédagogue des idées modernes, positivisme évolutionniste, il rédige la Scienza comparata dell'educazione en quatre volumes de 1908 à 1913, théorisant notamment la sécularisation de l'enseignement, la création d'une école populaire à la suite de l'école primaire et le dépassement de ce qu'il considère comme une division anachronique entre études techniques et études classiques. Il soutient que l'éducation populaire doit devenir une fonction de l'État et théorise l'expansion de la scolarité obligatoire, l'adaptation des écoles populaires aux besoins des différents lieux et finalement aborde la question des jardins d'enfants. Aux idées sur la réforme scolaire, il ajoute celles relatives à une réforme universitaire large et variée. En ce sens, il soutient la rationalisation des dispositions bureaucratiques, l'affirmation des droits des étudiants et la liberté des projets d'études.